# Sunne (commune)
Pour les articles homonymes, voir Sunne.
La commune de Sunne est une commune suédoise du comté de Värmland. Environ 13 300 personnes y vivent (2020). Son chef-lieu se situe à Sunne.

## Localités principales
- Lysvik
- Rottneros
- Sunne
- Uddheden
- Västra Ämtervik

## Culture
La commune de Sunne abrite le manoir de Mårbacka, édifié à la fin du XVIIIe siècle, et qui devient, à la fin du XIXe siècle, la résidence de l'écrivaine suédoise Selma Lagerlöf ; le manoir a été changé en musée après sa mort.
La commune de Sunne revêt une grande importance dans l'œuvre romanesque de l'écrivain suédois Göran Tunström, qui écrit dans la seconde moitié du XXe siècle et au début du XXIe siècle, et y situe six de ses romans.